# Woschesee

Woschesee im Süden des Einzugsgebiets der Onega

Der Woschesee oder Wosche (russisch Воже), auch bekannt als Tscharondskoje (russisch Чарондское), ist ein See im Norden der Oblast Wologda in Russland. 
Der See hat eine Fläche von 416 km², das Einzugsgebiet umfasst 6260 km².
Die durchschnittliche Wassertiefe beträgt 2 m, die maximale Wassertiefe liegt bei 4,5 m.
Der Woschesee wird von dem Fluss Swid zum nördlich gelegenen Latschasee entwässert, dessen Abfluss die Onega bildet.
Der See ist von Flachland umgeben. Entlang seinem Ufer erstrecken sich Sumpfgebiete.
Das größte Sumpfgebiet liegt im Südosten des Sees.
Etwa 20 Flüsse münden in den Woschesee, darunter die Woschega und Modlona.
Der See gefriert Ende Oktober Anfang November und bleibt bis Mai eisbedeckt.
Spasski ist die einzige größere Insel im Woschesee. Auf ihr befindet sich die Ruine eines ehemaligen Klosters.